# Castello Solitude
Il castello Solitude, in tedesco Schloss Solitude, è una residenza suburbana dei Duchi del Württemberg eretta in stile rococò appena fuori dalla città di Stoccarda, capitale del land del Baden-Württemberg, nella Germania meridionale.

## Storia e descrizione

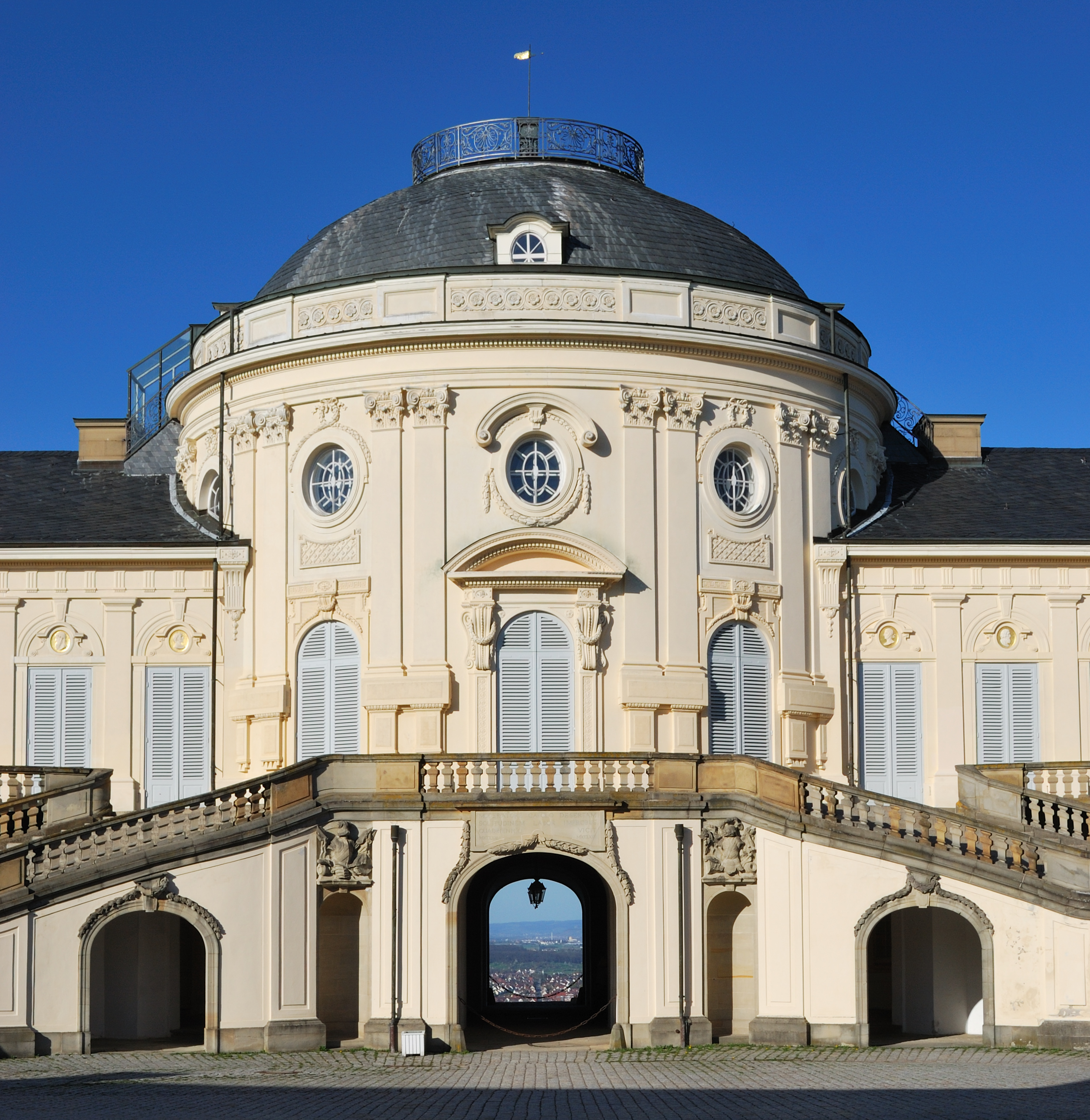
Il padiglione centrale.

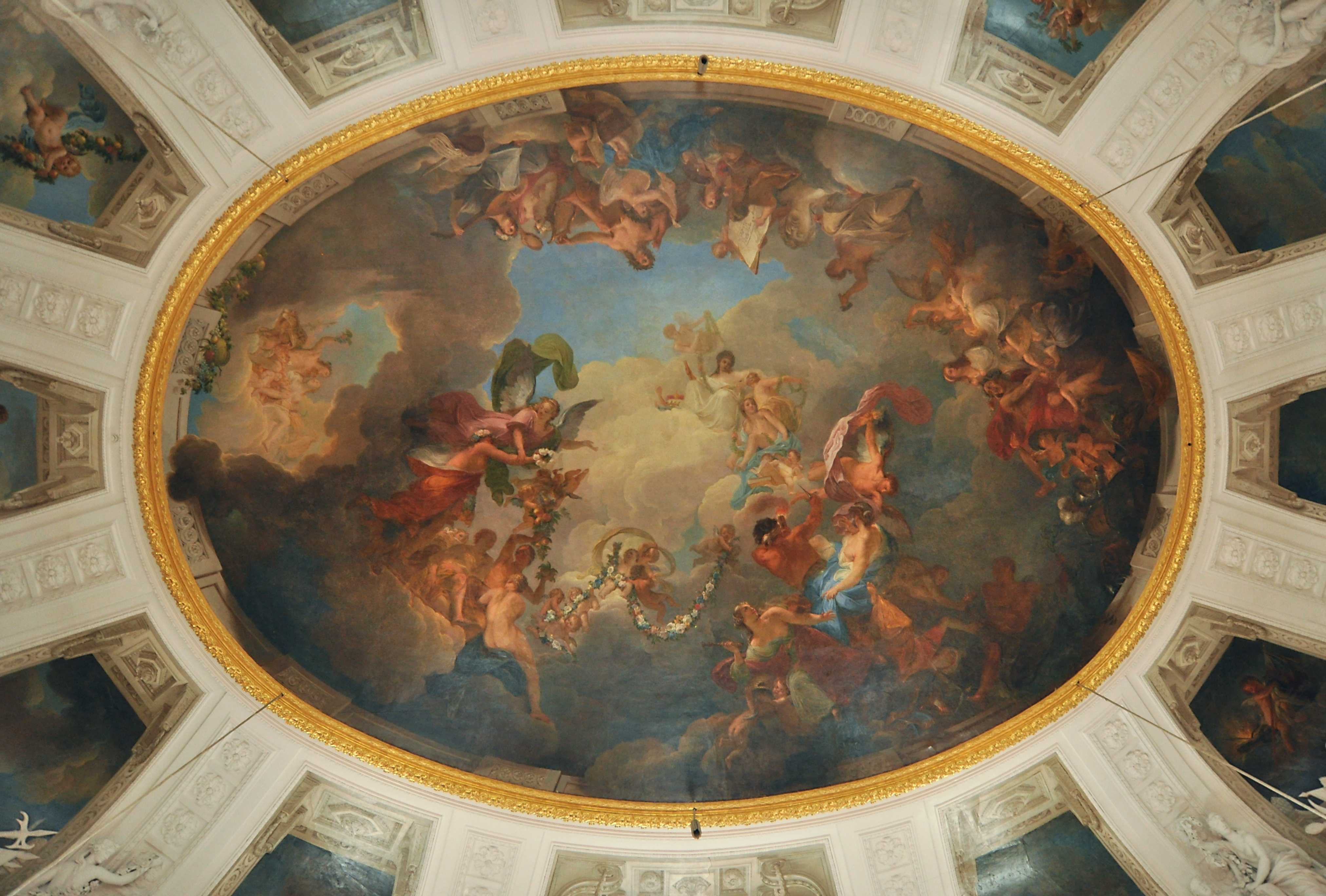
La volta del salone centrale affrescata da Nicolas Guibal.

Il periodo di costruzione dell'edificio fu caratterizzato da avversità politiche e finanziarie. Il castello venne commissionato dal duca Carlo II Eugenio del Württemberg come rifugio, luogo di quiete, riflessione e solitudine.
il duca affidò il progetto a Philippe de La Guêpière che concepì un palazzo di stile rococò su alto zoccolo a portici incentrato sul un padiglione rotondo. La costruzione iniziò nel 1763 ma gli elevati costi e le già sostenute spese per la costruzione del Palazzo Nuovo fecero rallentare il cantiere, tanto che gli interni presentano già un primo sapore neoclassico. Nel 1766 Nicolas Guibal realizza l'affresco del salone centrale. Nel 1767 la costruzione del castello poté dirsi completata.
Inoltre fra il 1764 e il 1768 Carlo II Eugenio commissionò anche la costruzione della Solitude Allee, un viale rettilineo di bel 13 km che connetteva direttamente il castello Solitude con quello di Ludwigsburg; ancor oggi intatto.
Tuttavia le tensioni politiche fra il duca e gli influenti baroni portarono la decisione al duca di lasciare Stoccarda e tornare al Castello di Ludwigsburg. Inoltre dal 1775 Carlo II Eugenio concentrò le sue attenzioni sulla costruzione di un nuovo castello a Hohenheim.
Nel 1770 il duca fondò nel castello la durissima Hohe Karlsschule, "Scuola Superiore" e orfanotrofio destinato allo studio delle pratiche militari e alle Arti, dove l'allievo più importante fu Friedrich Schiller. Tuttavia, con la morte del duca nel 1793, a causa degli alti costi di gestione, la scuola venne chiusa.
Nel XX secolo il castello cadde in abbandono e fra il 1972 e il 1983 la Repubblica Federale Tedesca lo restaurò.
Dal 1990 gli edifici annessi ospitano la Akademie Schloss Solitude, volta alla promozione di giovani artisti.